# Lukas von Deschwanden
Lukas von Deschwanden (* 5. Juni 1989 in Altdorf) ist ein Schweizer Handballspieler. Der 1,92 m große und 92 kg schwere Rechtshänder kann flexibel im Rückraum eingesetzt werden.

## Karriere
Lukas von Deschwanden begann in Altdorf mit dem Handballspiel. Später spielte er für den HC Kriens-Luzern. Ab 2009 lief er für Wacker Thun in der Schweizer NLA auf, wo er die Meisterschaft 2013 und 2018 sowie den Pokal 2012, 2013 und 2017 gewann. In der Saison 2012/13 und 2014/15 wurde er mit 199 Treffern respektive 175 Treffern Torschützenkönig in der NLA. Zudem wurde er in der Saison 2011/12, 2012/13 und 2017/18 zum wertvollsten Spieler (MVP) des Jahres gewählt.
International erreichte er mit Thun das Finale im EHF Challenge Cup 2011/12, die Gruppenphase in der EHF Champions League 2013/14 und die Gruppenphase im EHF-Cup 2017/18. Im Sommer 2018 wechselte er zum deutschen Verein TVB 1898 Stuttgart. Zu seinem ersten Einsatz in der Bundesliga kam von Deschwanden am 23. August 2018 im Auswärtsspiel beim SC DHfK Leipzig Handball. Zur Saison 2019/20 wechselte er zum französischen Erstligisten Chambéry Savoie HB. Im Sommer 2020 kehrte er zu Wacker Thun zurück. Im Spiel gegen den HSC Suhr Aarau egalisierte er mit 19/6 Toren den Torrekord von Martin Friedli aus dem Jahr 2003. Nach der Saison 2022/23 beendete er seine Karriere. Im November 2023 kehrte er zu Wacker Thun zurück.
In der Schweizer Nationalmannschaft debütierte von Deschwanden am 1. Oktober 2013 gegen Katar und bestritt 57 Länderspiele, in denen er 179 Tore erzielte. (Stand: 5. Januar 2020)
Lukas von Deschwanden gewann mit der Schweizer Studentenauswahl die Bronzemedaille bei der Universiade 2015 in Gwangju.
Lukas von Deschwanden wird ab dem Sommer 2024 bei der Schweizer U-21- und U-19-Nationalmannschaft das Amt des Co-Trainers übernehmen.

## Statistik
| Saison    | Liga | Verein             | Tore | Spiele | Ø   |
| --------- | ---- | ------------------ | ---- | ------ | --- |
| 2006/07   | NLB  | HC KTV Altdorf     | 5    | 5      | 1   |
| 2007/08   | NLB  | HC KTV Altdorf     | 12   | 5      | 2.4 |
| 2008/09   | NLB  | HC KTV Altdorf     | 116  | 22     | 5.2 |
| 2008/09   | NLA  | HC Kriens          | 20   | 23     | 0.9 |
| 2009/10   | NLA  | Wacker Thun        | 69   | 27     | 2.5 |
| 2010/11   | NLA  | Wacker Thun        | 70   | 27     | 2.5 |
| 2011/12   | NLA  | Wacker Thun        | 108  | 36     | 3   |
| 2012/13   | NLA  | Wacker Thun        | 199  | 36     | 5.5 |
| 2013/14   | NLA  | Wacker Thun        | 152  | 27     | 5.6 |
| 2014/15   | NLA  | Wacker Thun        | 175  | 27     | 6.4 |
| 2015/16   | NLA  | Wacker Thun        | 221  | 37     | 6.9 |
| 2016/17   | NLA  | Wacker Thun        | 119  | 21     | 5.6 |
| 2017/18   | NLA  | Wacker Thun        | 218  | 31     | 7.0 |
| 2018/19   | HBL  | TVB 1898 Stuttgart | 50   | 28     | 1.8 |
| 2019/20   | LNH  | Chambéry Savoie HB | 3    | 10     | 0.3 |
| 2020/21   | NLA  | Wacker Thun        | 199  | 30     | 6.6 |
| 2021/22   | NLA  | Wacker Thun        | 138  | 36     | 3.8 |
| 2006–2009 | NLB  | Gesamt             | 133  | 32     | 4.1 |
| 2009–2022 | NLA  | Gesamt             | 1688 | 358    | 4.7 |
| 2018–2019 | HBL  | Gesamt             | 50   | 28     | 1.8 |
| 2019–2020 | LNH  | Gesamt             | 3    | 10     | 0.3 |
| 2004–2022 | alle | Gesamt             | 1874 | 428    | 4.4 |

## Privates
Von Deschwanden hat einen Master of Science in Sports Science an der Universität Bern abgeschlossen.